# 長者 (八戸市)
長者（ちょうじゃ）は、青森県八戸市の町名・地名の一つである。長者一丁目から長者四丁目まである。

## 概要
長者は八戸市中央部に位置し、北に大字糠塚の飛び地になっている字平中・字下道、東に同じく大字糠塚の飛び地である字古常泉寺・字長者山下、大字山伏小路、吹上、南に大字糠塚、西に大字糠塚、根城があり、それぞれ当地と接する。鉄道の駅は無い。幹線道路は、地内西部に国道340号、北部に3・4・8街路（ゆりの木通り）が通る。
地内は藩政時代からの神社仏閣が多くあり、長者山を中心に長者山新羅神社（祇園、虚空蔵堂、三社堂）、福聚山大慈寺（曹洞宗）、石田山光龍寺（曹洞宗）、月渓山南宗寺（妙心寺派）、臥龍山禅源寺（妙心寺派）、八坂神社（長者山牛頭天王、天王堂）が鎮座する。地内の西端には青森県立八戸高等学校が立地する。

## 歴史

### 沿革
- 1986年（昭和61年）2月17日 - 吹上・長者地区の住居表示に伴い、大字糠塚と大字中居林の各一部から町が新設され、長者一丁目から長者四丁目となる[3][4]。

### 字・町名の変遷
| 実施後     | 実施年月日    | 実施前（特記なき字名はその一部）                                                                                           |
| ---------- | ------------- | --- |
| 吹上一丁目 | 1986年2月17日 | 大字類家字向田屋の全部、同字新寺前の全部、同字外中居の全部、同字縄手下、同字堤田、大字中居林字館越、大字岩泉町、大字長横町 |
| 吹上二丁目 | 1986年2月17日 | 大字中居林字上野切、同字館越山、同字外中居、同字館越                                                                       |
| 吹上三丁目 | 1986年2月17日 | 大字糠塚字野場先、同字長者山下、大字類家字縄手下、大字中居林字吹揚                                                         |
| 吹上四丁目 | 1986年2月17日 | 大字中居林字花草谷地の全部、同字吹揚、大字糠塚字野場先                                                                     |
| 吹上五丁目 | 1986年2月17日 | 大字中居林字館越山、同字外中居、同字上野切                                                                                 |
| 吹上六丁目 | 1986年2月17日 | 大字中居林字藤覚、同字蒼前                                                                                                 |
| 長者一丁目 | 1986年2月17日 | 大字糠塚字下道、同字南糠塚、同字北糠塚、同字長者山                                                                         |
| 長者二丁目 | 1986年2月17日 | 大字糠塚字段の外の全部、同字野場先、同字長者山下、大字中居林字吹揚                                                         |
| 長者三丁目 | 1986年2月17日 | 大字糠塚字𦹀渡の全部、同字中村の全部、同字北糠塚、同字南糠塚、同字平中                                                     |
| 長者四丁目 | 1986年2月17日 | 大字糠塚字北長市の全部、同字西道の一部                                                                                     |

## 世帯数と人口
2017年（平成29年）4月30日現在の世帯数と人口は以下の通りである。
| 丁目       | 世帯数    | 人口    |
| ---------- | --------- | ------- |
| 長者一丁目 | 305世帯   | 633人   |
| 長者二丁目 | 455世帯   | 927人   |
| 長者三丁目 | 320世帯   | 738人   |
| 長者四丁目 | 189世帯   | 372人   |
| 計         | 1,269世帯 | 2,670人 |

## 施設

### 教育
- 青森県立八戸高等学校
- 八戸市立長者小学校
- 八戸市立長者中学校（地内南部に隣接する八戸市大字沢里字沢里山に立地）